# Les Jumelles
Les Jumelles är en bergstopp i Schweiz.   Den ligger i distriktet Monthey och kantonen Valais, i den sydvästra delen av landet, 80 km sydväst om huvudstaden Bern. Toppen på Les Jumelles är 2 215 meter över havet, eller 353 meter över den omgivande terrängen. Bredden vid basen är 3,8 km.
Terrängen runt Les Jumelles är bergig åt sydväst, men åt nordost är den kuperad. Runt Les Jumelles är det ganska tätbefolkat, med 160 invånare per kvadratkilometer..  
I omgivningarna runt Les Jumelles växer i huvudsak blandskog.